# Chapadão do Sul
Chapadão do Sul est une municipalité brésilienne de l'État de Mato Grosso do Sul et la Microrégion de Cassilândia.